# Fenouillet-du-Razès
Fenouillet-du-Razès (okzitanisch: Fenolhet) ist eine südfranzösische Gemeinde mit 76 Einwohnern (Stand: 1. Januar 2022) im Zentrum des Départements Aude in der Region Okzitanien (vor 2016 Languedoc-Roussillon). Die Gemeinde gehört zum Arrondissement Carcassonne (bis 2017 Limoux) und zum Kanton La Piège au Razès. Die Einwohner werden Fenouilletois genannt.

## Lage
Fenouillet-du-Razès liegt etwa 28 Kilometer westsüdwestlich von Carcassonne in der ehemaligen Grafschaft Razès. Umgeben wird Fenouillet-du-Razès von den Nachbargemeinden Fanjeaux im Norden, Brézilhac im Nordosten und Osten, Ferran im Osten, Mazerolles-du-Razès im Südosten, La Courtète im Süden, Hounoux im Süden und Südwesten sowie Orsans im Westen.

## Bevölkerungsentwicklung

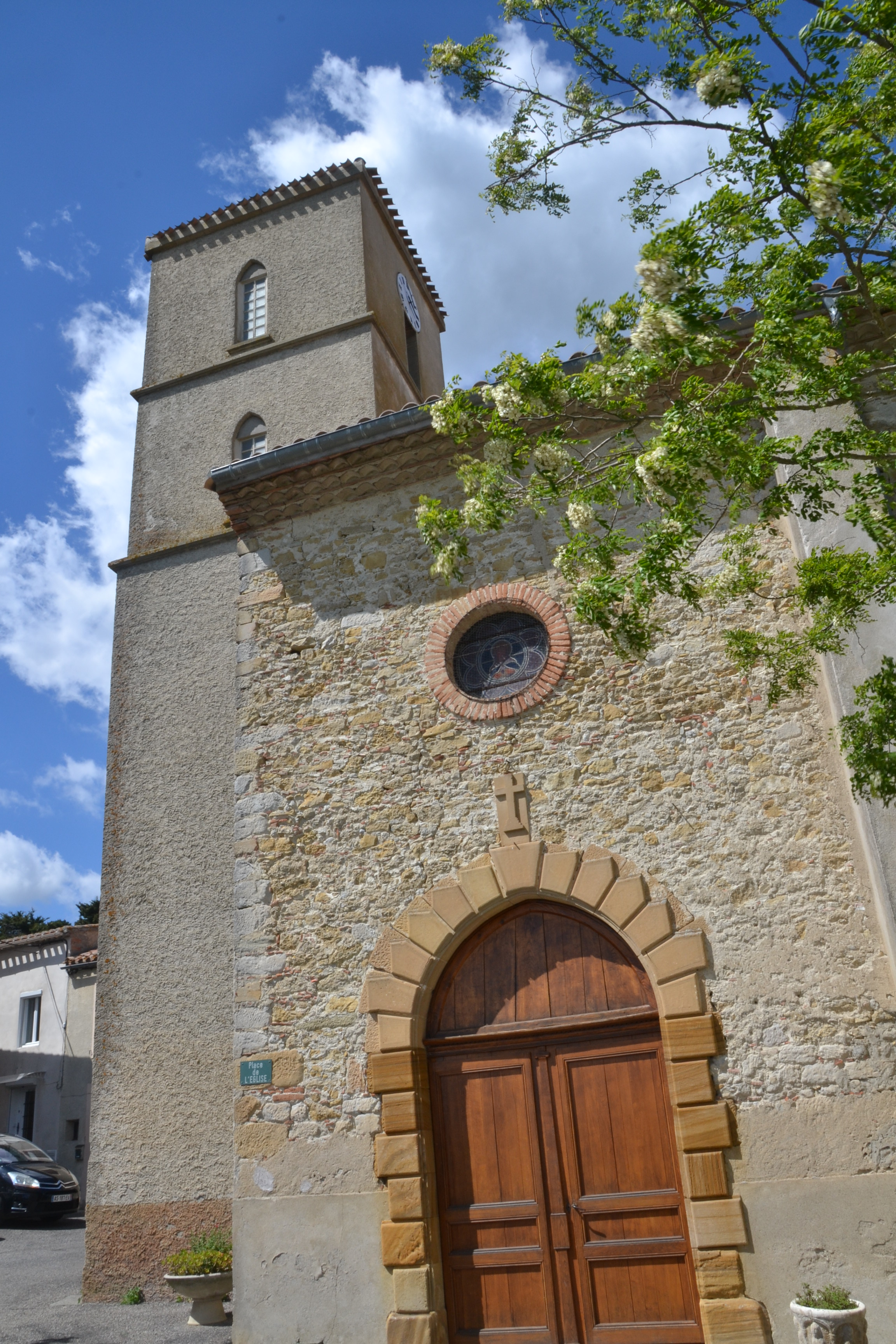
Kirche Saint-Martin-Saint-Sébastien

| Jahr                       | 1962 | 1968 | 1975 | 1982 | 1990 | 1999 | 2006 | 2019 |
| Einwohner                  | 151  | 145  | 115  | 97   | 87   | 80   | 86   | 79   |
| Quellen: Cassini und INSEE |      |      |      |      |      |      |      |      |